# Marco Caporali
Marco Caporali (Roma, 9 maggio 1956) è un poeta, traduttore e critico teatrale italiano.

## Biografia
Figlio di un ufficiale dell'esercito e di un'insegnante di musica, vive l'infanzia e la prima adolescenza tra Monaco e Torino, per poi trasferirsi a Roma con la madre e la sorella dopo la morte del padre. Dopo una giovinezza all'insegna di una forte militanza politica, si avvicina alla letteratura frequentando la Facoltà di Lettere della Sapienza, dove incontra la poetessa Biancamaria Frabotta, sua prima lettrice e maestra. 
Nel 1986 si laurea con Frabotta con una tesi su Bartolo Cattafi, e, dopo la pubblicazione di singole poesie su alcune riviste nazionali, pubblica il suo primo libro, Il mondo all'aperto (Empiria, Premio Mondello Opera Prima 1992), con una prefazione di Elio Pagliarani. Negli stessi anni, dopo sporadiche pubblicazioni su «Il Manifesto» e «Reporter», comincia a collaborare con «l’Unità» come critico teatrale. L'attività come critico teatrale lo porta a incontrare e a collaborare, negli anni Novanta, con Eugenio Barba e l'Odin Teatret (Cronistoria di Kaosmos, Il Mulino 1995). 
Nel 1998 scrive il testo teatrale Cose future, messo in scena nella chiesa di san Pietro a Tuscania il Venerdì Santo 1998, con regia di Marcello Sambati e musiche di Ambrogio Sparagna. Nel 2001 pubblica Il silenzio venatorio (Empiria), libro dove per la prima volta compaiono sue versioni e traduzioni dal danese, in particolare da Søren Kierkegaard. Con la Danimarca e con l'arte e la letteratura danese Caporali ha da sempre un rapporto privilegiato: oltre ad aver vissuto per diverso tempo nell’isola di Samsø, nel 1993 ha curato la versione italiana di Ridere a mezzogiorno, poesie di Laus Strandby Nielsen (Empiria), nel 1996 ha pubblicato Motivi danesi (Il Bulino) e nel 2003 Casa Bagger (Il Labirinto), libro ispirato alle opere del pittore Svend Bagger. 
Nel 2009 ha vinto il Premio Nazionale Haiku e tra il 2013 e il 2024 ha pubblicato diversi altri libri di poesia, tra cui Tra massi erratici (Empiria, 2013, Premio Marazza) e Il borgo dell'accoglienza (Il Labirinto, 2024), libro il cui titolo rimanda alla vicenda del borgo calabrese di Riace e al suo sindaco Mimmo Lucano. 

## Opere
- Il mondo all'aperto, Empiria, 1991 ISBN 978-8885303027
- Motivi danesi, Il Bulino, 1996, plaquette d'artista con due maniere nere di Giulia Napoleone
- Il silenzio venatorio, Empiria, 2001 ISBN 9788887450019
- Casa Bagger, Il Labirinto, 2003, ISBN 9788889299197
- Alla fine del solco, Empiria, 2007 ISBN 9788887450842
- Tra massi erratici, Empiria, 2013 ISBN 9788896218457
- La vita inoperosa, Empiria, 2019 ISBN 9788885609150
- Il borgo dell'accoglienza, Il Labirinto, 2024 ISBN 9791281124042